# Gens Salustia
La gens Salustia, a veces escrito Sallustia, era una familia plebeya de la antigua Roma. Los miembros de esta gens se mencionan por primera vez en la época de Cicerón, y desde entonces alcanzaron una especial distinción como estadistas y escritores. El más ilustre de la familia fue el historiador Cayo Salustio Crisipo, que escribió valiosas obras sobre la Guerra de Jugurta y la Conspiración de Catilina, que todavía existen.

## Praenomen
Los principales praenomen de los Sallustii de la República y principios del Imperio eran Cayo, Cneo y Publio. Otros nombres aparecen en la época imperial, como Marco y Quinto. Todos ellos hacen parte de los nombres más comunes a lo largo de la historia romana.

## Ramas y Cognomen
El único cognomen que portaban los Sallustii de la República era Crispus, perteneciente a una abundante clase de apellidos derivados de los rasgos físicos de un individuo, y que originalmente pertenecía a alguien con el pelo rizado. Passienus, era un nombre gentil heredado por la línea paterna cuando uno de los Passieni fue adoptado por su tío abuelo, el historiador Sallust, el historiador Sallust, deviniendo parte de su gens.  Lucullus, llevado por un desafortunado miembro de la familia en la época de Domiciano, puede haber sido derivado de lucus, una arboleda, aunque también podría haber sido un diminutivo del praenomen Lucius.

## Miembros
- Cneo Salustio, un talentoso escritor y cliente de Cicerón[4]

- Cneo Salustio, un proquaestor que sirvió bajo el gobierno de Lucio Calpurnio Bíbulo, Procónsul de Siria. Escribió a Cicerón para informarse de ciertos asuntos cuando llegaba a la provincia y Cicerón se marchaba, y le pidió una carta de recomendación para Bíbulo, que Cicerón le proporcionó.[5][6]

- Publio Salustio, el destinatario de los treinta sestercios que Cicerón recibió de su cliente, Cneo Salustio. Como Cicerón estaba en Bríndisi, pidió a su buen amigo Ático que pagara la suma a Publio lo antes posible.[7]

- Salustio, el historiador, fue cuestor alrededor de 55 a. C., Tribuno de la plebe en 52 a. C. y pretor en 46 a. C.. Durante la Guerra Civil, estuvo en el lado de César, el cual lo envió a ser gobernador de Numidia. Después de ser gobernador Salustio se retiró siendo un hombre rico y se dedicó a escribir sobre historia.[8][9][10][11][12][13][14]

- Cayo Salustio C. f. Crispo Pasieno, hijo de Lucio Pasieno Rufo, cónsul en el año 4 a. C., fue adoptado por su tío abuelo, el historiador Salustio. Se convirtió en uno de los amigos y consejeros de mayor confianza de Augusto y, posteriormente, de Tiberio, sin llegar a ocupar ningún cargo político ni alcanzar el rango de senador.[15][16][17][18]

- Cayo Salustio C. f. C. n. Crispo Pasieno, cónsul en 27 d  C. y de nuevo en el 44. Habiendo heredado una gran riqueza, evitó hábilmente las intrigas de la corte imperial, manteniendo el favor de Tiberio, Calígula y Claudio; pero con la esperanza de rehabilitar a su sobrina, Agripina, Claudio ordenó a Pasieno que se divorciara de su esposa y se casara con Agripina. En general, se cree que murió envenenado por Agripina hacia el año 47.[19]

- Publio Salustio Bleso, cónsul sufecto en 89 d  C., de mayo a agosto. Fue miembro de los hermanos arvales, lo cual se puede verificar con inscripciones de 78 a 91.[20][21]

- Salustio Lúculo, gobernador de Britania, durante el reino de Domiciano, quien lo hizo ejecutar, aparentemente porque hizo llamar a un nuevo tipo de lanza lucullae, nombrándola en su honor. Probablemente fue cónsul, como todos sus predecesores, quizá hacia el año 87.[22]

- Salustio Fulviano, amigo de Lucio Verus y de Marco Cornelio Fronto, al que Verus se refiere en una carta a Fronto sobre su actuación en la guerra contra partia, explicando que Fulviano proporcionará a Fronto copias de los despachos que Verus había recibido de sus comandantes.[23]

- Marco Salustio Rufo Titiliano, probablemente un nobilis, cuyo nombre fue encontrado en una tubería de plomo en Roma.[24]

- Salustia Calvina, evidentemente una mujer noble que liberó a un esclavo que se convirtió en Cayo Salustio.[25]

- Cayo Sallustio Ɔ. l., hombre libre de Salustia Calvina.[25]

- Salustia Frontina, una mujer en una familia de senadores nombrada en una inscripción funeraria de Roma.[26]

- Salustia Lucana, empleó a Ático Treptor como guardián de almacenes.[27]

- Quinto Salustio Macriano, un senador romano y el abuelo de Macriano que fue gobernador de Mauretania.[28]

- Lucio Vespronio Cándido Salustio Sabiniano, cónsul sufecto en torno al año 176 d . C.[29]

- Quinto Salustio Q. f. Macriano, senador como su padre, era el padre del gobernador Macriano.[28]

- Tito Flavio Salustio Paeligniano, cónsul en el año 231.[30]

- Publio Salustio Sempronio Víctor, procurador en Mauritania Cesariense durante los reinos de Alejandro Severo y Maximino el Tracio, erigió nuevos miliarios, entre ellos los de Ad Aras, Altava y Sertei.[31]

- Salustia Plotina, esposa del senador Tito Desticio Juba, y madre de Desticio Salustio Juba y Jubae[32]

- Cayo Julio Salustio Saturnino Fortunatiano, cónsul sufecto en un año desconocido antes de 262.[33]

- Julio Salustio, cónsul sine collega de abril a mayo de 344.

- Flavio Salustio, prefecto del pretorio de las Galias de 361 a 363, y cónsul en 363 junto al emperador Juliano. Aunque él fue un pagano, convenció al emperador para que no persiguiese a los cristianos.[34]

- Saturninius Secundus Salutius, contemporáneo de Juliano, y autor de un tratado neoplatónico, Περι θεων και Κoσμου (Peri Theon kai Kosmou, Sobre los dioses y el cosmos). Podría ser el mismo que el prefecto pretoriano.[34]

- Salustio de Emesa, un filósofo cínico de finales del siglo V. En su juventud estudió las leyes y se convirtió en un sofista, adoptando el neoplatonismo, pero más tarde rechazó sus doctrinas y adoptó las del cinismo.[35][36][37]